# بابی لین
بابی لین (انگلیسی: Bobby Linn؛ زادهٔ ۱۰ اکتبر ۱۹۸۵) بازیکن فوتبال اهل بریتانیا است.
از باشگاه‌هایی که در آن بازی کرده است می‌توان به باشگاه فوتبال گرینوک مورتون و باشگاه فوتبال داندی اشاره کرد.